# Liste der Stolpersteine in Ixelles/Elsene

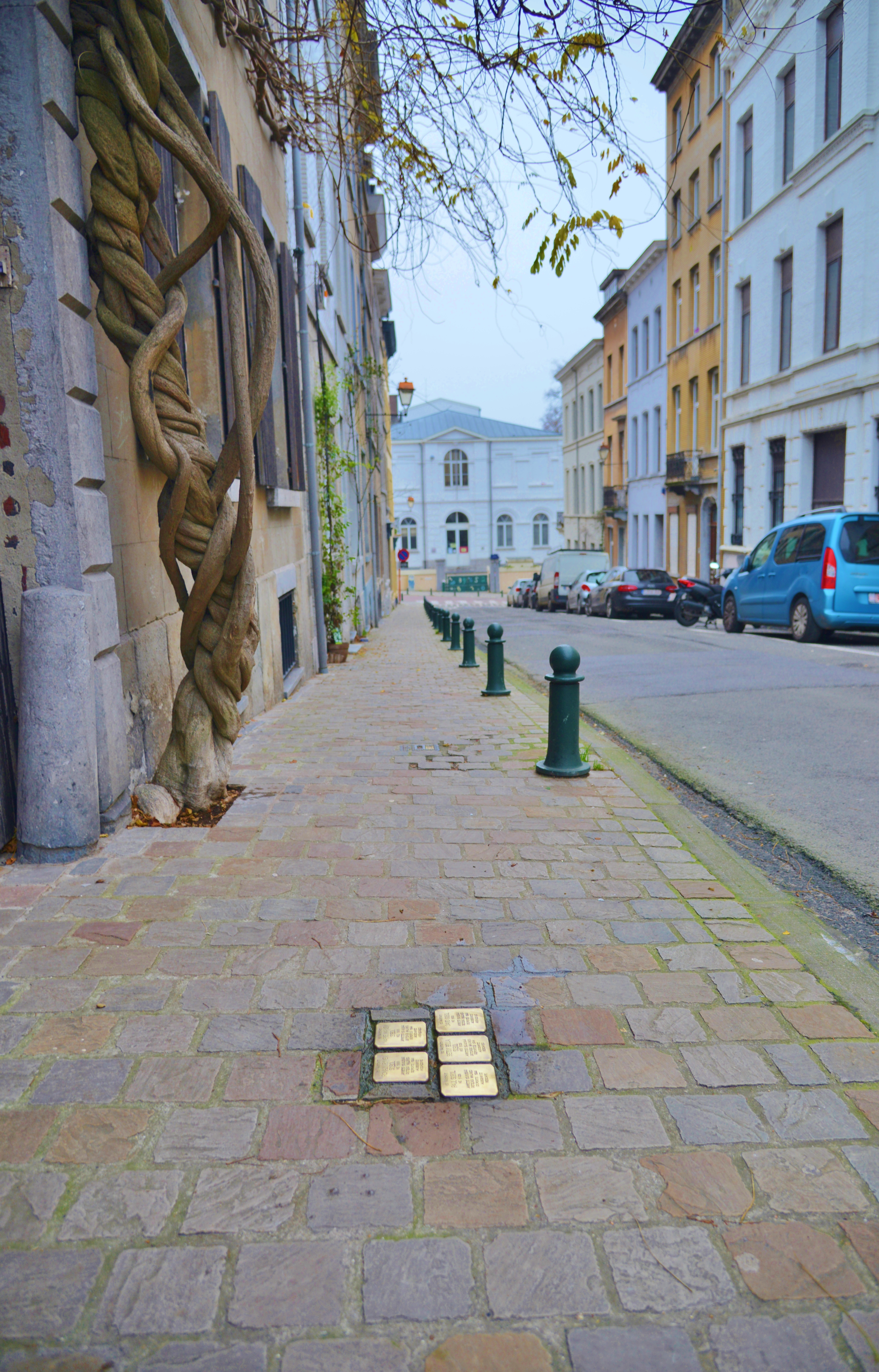
Stolpersteine in Ixelles

Die Liste der Stolpersteine in Ixelles/Elsene umfasst die Stolpersteine, die in der belgischen Gemeinde Ixelles/Elsene verlegt wurden. Ixelles [iksɛl] (französisch) oder Elsene [ˈɛlsənə] (niederländisch) ist eine von 19 Gemeinden der zweisprachigen Region Brüssel-Hauptstadt. Stolpersteine sind eine Projekt des Künstlers Gunter Demnig. Sie erinnern an das Schicksal von Menschen aus dieser Region, die von Nationalsozialisten ermordet, deportiert, vertrieben oder in den Suizid getrieben worden sind. 
Sie werden in der Regel von Gunter Demnig persönlich vor dem letzten selbstgewählten Wohnort des Opfers verlegt.
Die erste Verlegung in dieser Gemeinde erfolgte am 20. Juli 2011.

## Liste der Stolpersteine
In Elsene/Ixelles wurden 28 Stolpersteine an 19 Adressen verlegt.
| Stolperstein | Übersetzung | Verlegeort                                | Name, Leben                             |
| ------------ | --- | ----------------------------------------- | --------------------------------------- |
|              | HIER WOHNTE MAURITS ANDRIES GEBOREN 1894 WIDERSTANDSKÄMPFER VERHAFTET 30.6.1943 EXEKUTIERT 30.11.1943 BREENDONK TIR NATIONAL                                                                   | Jean van Volsemstraat 40 Elsene/Ixelles   | Maurice Andries (1894–1943)             |
|              | HIER WOHNTE JOSEPH BAUWIN GEBOREN 1905 WIDERSTANDSKÄMPFER VERHAFTET 30.6.1943 EXEKUTIERT 28.2.1944 BREENDONK TIR NATIONAL                                                                      | Venetiëstraat 98 Elsene/Ixelles           | Joseph Bauwin (1905–1944)               |
|              | HIER WOHNTE ARMAND BOGAERTS GEBOREN 1905 WIDERSTANDSKÄMPFER VERHAFTET 9.11.1942 EXEKUTIERT 12.5.1943 TIR NATIONAL                                                                              | Jean d’Ardennestraat 11 Elsene/Ixelles    | Armand Bogaerts (1924–1944) (1905–1943) |
|              | HIER WOHNTE JEAN BONTEMPS GEBOREN 1901 WIDERSTANDSKÄMPFER VERHAFTET 10.7.1943 BREENDONK EXEKUTIERT 30.11.1943 TIR NATIONAL                                                                     | Limaugestraat 19 Elsene/Ixelles           | Jean Bontemps (1901–1943)               |
|              | HIER WOHNTE JEAN CAIVEAU GEBOREN 1923 FRANKREICH WIDERSTANDSKÄMPFER VERHAFTET 30.6.1943 EXEKUTIERT 26.2.1944 BREENDONK TIR NATIONAL                                                            | Jean van Volsemstraat 40 Elsene/Ixelles   | Jean Caiveau (1923–1944)                |
|              | HIER WOHNTE RAOUL CLAEYS GEBOREN 1903 WIDERSTANDSKÄMPFER VERHAFTET 2.8.1942 EXEKUTIERT 13.10.1943 TIR NATIONAL                                                                                 | Alphonse de Wittestraat 58 Elsene/Ixelles | Raoul Caiveau (1903–1943)               |
|              | HIER WOHNTE ARNAUD FRAITEUR GEBOREN 1924 WIDERSTANDSKÄMPFER VERHAFTET 15.4.1943 BREENDONK GEHENKT 10.5.1943 TIR NATIONAL                                                                       | Eendrachtstraat 60 Elsene/Ixelles         | Arnaud Fraiteur (1924–1943)             |
|              | HIER WOHNTE SARAH GOLDBERG GEBOREN 1921 VERHAFTET 4.6.1943 IM BEWAFFNETEN WIDERSTAND INHAFTIERT IN MALINES DEPORTIERT 1943 AUSCHWITZ ENTKOMMEN                                                 | Riddersstraat 27 Elsene/Ixelles           | Sarah Goldberg (1921–2003)              |
|              | HIER WOHNTE ARTHUR HELLMANN GEBOREN 1906 ALLEMAGNE WIDERSTANDSKÄMPFER VERHAFTET 2.6.1943 INHAFTIERT IN MALINES BREENDONK EXEKUTIERT 28.2.1944 TIR NATIONAL                                     | Molièrelaan 162 Elsene/Ixelles            | Arthur Hellmann (1906–1944)             |
|              | HIER WOHNTE ACHILLE HOTTIA GEBOREN 1921 WIDERSTANDSKÄMPFER VERHAFTET 24.4.1943 EXEKUTIERT 30.9.1943 BREENDONK TIR NATIONAL                                                                     | Graystraat 125 Elsene/Ixelles             | Achille Hottia (1921–1943)              |
|              | HIER WOHNTE EUGÈNE HUBEAU GEBOREN 1902 WIDERSTANDSKÄMPFER VERHAFTET 2.12.1942 EXEKUTIERT 17.9.1943 TIR NATIONAL                                                                                | Luxemburgplein 13 Elsene/Ixelles          | Eugène Hubeau (1902–1943)               |
|              | HIER WOHNTE ADELA KORN GEBOREN 1909 KRAKAU BEWAFFNETE PARTISANIN VERHAFTET 9.7.1943 GESTAPO AVENUE LOUISE INTERNIERT IN SAINT-GILLES DEPORTIERT 27.2.1944 AUSCHWITZ 1945 RAVENSBRÜCK ENTKOMMEN | Alphonse Hottastraat 1 Elsene/Ixelles     | Adela Korn (1909–1990)                  |
|              | HIER WOHNTE FLORA LACHS GEBOREN 1899 IN POLEN VERHAFTET 9.1.1944 INTERNIERT IN MALINES DEPORTIERT 1944 AUSCHWITZ ERMORDET 1944                                                                 | Avenue Emile de Beco, 127 Elsene/Ixelles  | Flora Lachs (1899–1944)                 |
|              | HIER WOHNTE RICHARD LIPPER NÉ 1919 WIDERSTANDSKÄMPFER VERHAFTET 8.12.1943 EXEKUTIERT 17.2.1944 TIR NATIONAL                                                                                    | Washingtonstraat 63 Elsene/Ixelles        | Richard Lipper (1919–1944)              |
|              | HIER WOHNTE ANDRÉ LOUIS GEBOREN 1907 WIDERSTANDSKÄMPFER VERHAFTET 28.9.1942 BREENDONK EXEKUTIERT 13.1.1943 TIR NATIONAL                                                                        | Émile Clausstraat 39 Elsene/Ixelles       | André Louis (1907–1943)                 |
|              | HIER WOHNTE MARGUERITE NICHOLLS GEBOREN 1911 WIDERSTANDSKÄMPFER VERHAFTET 2.2.1944 INTERNIERT IN SAINT-GILLES DEPORTIERT 1944 RAVENSBRÜCK ERMORDET 1945                                        | Brillat-Savarinlaan 92 Elsene/Ixelles     | Marguerite Nicholls (1911–1945)         |
|              | ICI HABITAIT HENRI (HENOCH LEIB) PINKERT GEBOREN 1893 WARSCHAU VERHAFTET 25.11.1943 INTERNIERT IN MALINES DEPORTIERT 15.1.1944 AUSCHWITZ ERMORDET                                              | Godecharlestraat 10 Elsene/Ixelles        | Henri Pinkert (1893–1944/45)            |
|              | HIER WOHNTE YVAN GERMAIN POUKENS GEBOREN 1923 WIDERSTANDSKÄMPFER VERHAFTET JULI 1942 GEFÄNGNIS SAINT-GILLES DEPORTIERT 'NACHT UND NEBEL' ESSEN, VECHTA KAISHEIM, DACHAU BEFREIT                | Alphonse Hottastraat 1 Elsene/Ixelles     | Yvan Germain Poukens (1923–)            |
|              | HIER WOHNTE JEAN REDING GEBOREN 1910 WIDERSTANDSKÄMPFER VERHAFTET 15.9.1942 EXEKUTIERT 13.1O.1943 TIR NATIONAL                                                                                 | Kruisstraat 4 Elsene/Ixelles              | Jean Reding (1910–1943)                 |
|              | HIER WOHNTE BETSY BELLA SOBOL GEBOREN 1928 VERHAFTET 13.6.1944 INTERNIERT IN MALINES DEPORTIERT 1944 AUSCHWITZ ENTKOMMEN                                                                       | Jean Van Volsemstraat 64 Elsene/Ixelles   | Betsy Bella Sobol (1928–)               |
|              | HIER WOHNTE DAVID SOBOL GEBOREN 1930 VERHAFTET 13.6.1944 INTERNIERT IN MALINES DEPORTIERT 1944 AUSCHWITZ ERMORDET                                                                              | Jean Van Volsemstraat 64 Elsene/Ixelles   | David Sobol (1930–1944/45)              |
|              | HIER WOHNTE MARIE MARJEM SOBOL GEBOREN 1895 VERHAFTET 13.6.1944 INTERNIERT IN MALINES DEÉPORTIERT 1944 AUSCHWITZ ERMORDET                                                                      | Jean Van Volsemstraat 64 Elsene/Ixelles   | Marie Marjem Sobol (1895–1944/45)       |
|              | HIER WOHNTE PAUL SOBOL GEBOREN 1926 VERHAFTET 13.6.1944 INTERNIERT IN MALINES DEPORTIERT 1944 AUSCHWITZ ENTKOMMEN                                                                              | Jean Van Volsemstraat 64 Elsene/Ixelles   | Paul Sobol (1926–2020)                  |
|              | HIER WOHNTE ROMAIN RYWEN SOBOL GEBOREN 1900 VERHAFTET 13.6.1944 INTERNIERT IN MALINES DEPORTIERT 1944 AUSCHWITZ ERMORDET                                                                       | Jean Van Volsemstraat 64 Elsene/Ixelles   | Romain Rywen Sobol (1900–1944/45)       |
|              | HIER WOHNTE BEATRICE STERN GEBOREN 1926 VERSTECKT BEFREIT 1945 | Avenue Emile de Beco, 127 Elsene/Ixelles  | Beatrice Stern (1926–)                  |
|              | HIER WOHNTE MAYER ABRAHAM STERN GEBOREN 1894 IN POLEN VERHAFTET 9.1.1944 INTERNIERT IN MALINES DEPORTIERT 1944 AUSCHWITZ ERMORDET                                                              | Avenue Emile de Beco, 127 Elsene/Ixelles  | Mayer Abraham Stern (1894–1944/45)      |
|              | HIER WOHNTE NORBERT STERN GEBOREN 1922 VERHAFTET 9.1.1944 INTERNIERT IN MALINES DEPORTIERT 1944 AUSCHWITZ ERMORDET 1944                                                                        | Avenue Emile de Beco, 127 Elsene/Ixelles  | Norbert Stern (1922–1944)               |
|              | HIER WOHNTE BRUNO WEINGAST GEBOREN 1912 POLOGNE WIDERSTANDSKÄMPFER VERHAFTET 6.7.1943 BREENDONK EXEKUTIERT 26.2.1944 TIR NATIONAL                                                              | Goffartstraat 72 Elsene/Ixelles           | Bruno Weingast (1912–1944)              |

## Verlegedaten
- 20. Juli 2011: Godecharlestraat 10
- 29. Oktober 2014: Riddersstraat 27, Jean Van Volsemstraat 64
- 18. Februar 2016: Alphonse Hottastraat 1
- 5. Dezember 2018: Eendrachtstraat 60, Jean d’Ardennestraat 11, Jean van Volsemstraat 40, Kruisstraat 4, Luxemburgplein 13, Venetiëstraat 98, Washingtonstraat 63
- 17. Oktober 2019: Alphonse de Wittestraat 58, Brillat-Savarinlaan 92, Émile Clausstraat 39, Goffartstraat 72, Graystraat 125, Limaugestraat 19, Molièrelaan 162

Verlegedaten unbekannt:
- Alphonse Hottastraat 1
- Avenue Emile de Beco, 127